# Poupança comunitária
Poupança comunitária é um movimento que surgiu na Índia, nos anos 1970, a partir de um grupo de mulheres de baixa renda que viviam em sub-condições de moradia e sofriam ameaças de despejo. Elas decidiram se unir e juntar o pouco dinheiro que sobrava de suas atividades e necessidades do dia a dia, para constituir um fundo que as garantisse respaldo naquele momento. A iniciativa obteve muito sucesso e suas participantes conseguiram construir suas casas, de acordo com a necessidade de cada uma. Aquelas que estavam em situação de maior vulnerabilidade tinham prioridade.
Além das conquistas materiais, as precursoras da poupança comunitária perceberam a sua capacidade de organização e o poder que adquiriram com isso. Foi então que o movimento ganhou força na Índia e ultrapassou fronteiras, conquistando adeptos na África e no Brasil, disseminado pela SDI (Slums Dweller International - Organização Internacional de Moradores de Submoradias), cuja rede é composta por 32 países na África, Ásia e América Latina. Esta organização internacional é formada por uma rede independente de entidades da sociedade civil e iniciativas populares estruturadas a partir da autogestão.
No Brasil ela é representada pela Rede Internacional de Ação Comunitária (INTERAÇÃO),  associação, pessoa jurídica de direito privado e sem fins econômicos, fundada em dezembro de 2004 em São Paulo, Brasil.
Cada grupo de poupança se forma por um objetivo comum e tem um número variável de poupadores, com três tesoureiros da comunidade. Os membros dos grupos se encontram periodicamente, mas não há valores pré-estipulados ou frequência mandatória para poupar, variando de grupo para grupo. Esses grupos são baseados primordialmente em relações de confiança, fomentando o fortalecimento e a criação de novos vínculos.
Na verdade, a coleta diária supera a questão financeira. Com a organização proveniente dos grupos, os poupadores passam a antecipar dificuldades e oportunidades bem como discutir questões de gastos e gestão de recursos, que frequentemente evoluem para assuntos como planejamento, estratégias de atuação e negociações com o poder público, assim como possíveis parceiros. A poupança é um instrumento de fortalecimento que possibilita aos poupadores negociarem e lutarem por suas demandas.